# Karol Buhle
Karol Teodor Buhle, właśc. Karl Theodor Buhle (ur. w 1868 w Łodzi, zm. 13 czerwca 1937, tamże) – łódzki fabrykant.

## Życiorys
Karol Buhle był synem fabrykanta – Juliusza Buhlego, właściciela farbiarni bawełny przy ul. Piotrkowskiej 236 w Łodzi. Wykształcenie związane z zawodem zdobywał w Łodzi, a następnie w szkole farbiarskiej w Chemnitz i praktykując w Zittau. W 1896 nabył ze szwagrem, Pawłem Schultzem fabrykę Ottona Juliusza Schultza obejmującą przędzalnię, farbiarnię oraz fabrykę chustek wełnianych przy ul. Próchnika 16 (dawniej ul. Zawadzka – później na działce tej powstało kino Capitol). Wspólnicy rozbudowali przedsiębiorstwo o farbiarnię i wykończalnię. W 1898 po pożarze fabryki uzyskali odszkodowanie, za które kupili działkę w Kolonii Radogoszcz, na działce przy ul. Hipotecznej 7/9, gdzie wybudowali farbiarnię i wykończalnię. Od 1903 Buhle prowadził przedsiębiorstwo przy ul. Hipotecznej samodzielnie, fabrykę przy ul. Próchnika pozostawiając Pawłowi Schultzowi. W 1911 rozbudował fabrykę przy ul. Hipotecznej o przędzalnię, tkalnię, gumiarnię, niciarnię oraz suchą aperturę, w celu produkcji przędzy, wyrobów bawełnianych oraz sztucznego jedwabiu. Fabryka Buhlego zatrudniała 2000 robotników oraz 100 pracowników administracyjnych. W 1923 Buhle przekształcił przedsiębiorstwo w spółkę akcyjną o kapitale 5,25 mln zł. 
Buhle działał charytatywnie – wspierał Łódzkie Chrześcijańskie Towarzystwo Dobroczynności i Dom Miłosierdzia dla Chorych i Ubogich oraz organizował kolonie dla dzieci robotników. Był właścicielem willi przy ul. Srebrnej 32, zwanej Willą Karola Teodora Buhle.

### Życie prywatne
Żoną Karola Buhlego od 1895 była Lidia z domu Schutz.
Został pochowany w części ewangelicko-augsburskiej Starego Cmentarza w Łodzi.